# Премія Кіото в галузі мистецтв і філософії
Пре́мія Кіо́то в га́лузі мисте́цтв і філосо́фії (англ. Kyoto Prize in Arts and Philosophy) — нагорода, що присуджується щорічно Фундацією Інаморі за досягнення у мистецтві та філософії протягом усього життя. Ця премія є однією з трьох Премій Кіото, до яких також належать Премія Кіото в галузі передових технологій та Премія Кіото з фундаментальних наук.
Першою премією Кіото в галузі мистецтв і філософії було відзначено Олів'є Мессіана у 1985 році, як «найбільшого композитора Франції XX століття». Премія зазвичай вважається найпрестижнішою нагородою в галузях, які традиційно не вшановуються Нобелівською премією

## Винагороди
Кіотський лауреат отримує золоту медаль, диплом і грошову винагороду сумою 100 мільйонів єн (US$913,100 або €825,800 станом на січень 2020, що робить її однією з найвартісніших літературних премій у світі.

## Галузі
Номінація «Мистецтво і філософія» премії Кіото включає чотири галузі, нагородження у яких проводиться почергово на ротаційній основі, це: Музика, Мистецтво, Театр та кіно і Думка та етика.

## Лауреати нагороди

### Музика
| Рік  | Лауреат | Лауреат                           | Країна  | Підстава для нагородження |
| ---- | ------- | --------------------------------- | ------- | --- |
| 1985 |         | Олів'є Мессіан (1908—1992)        | Франція | Композитор, який залишив значний слід у музиці XX-го століття завдяки своїй оригінальній теоретичній базі, що фундаментально залежала від католицизму Оригінальний текст (англ.) [A Composer Who Left a Significant Mark on the 20th Century Music with His Original Theoretical Framework Fundamentally Dependent upon Catholicism] Помилка: [undefined] Помилка: {{Lang}}: немає тексту (допомога): не вказано код мови (допомога) |
| 1989 |         | Джон Кейдж (1912—1992)            | США     | Композитор, який започаткував новий стиль сучасної музики завдяки своїй новій концепції «алеаторики» та незахідній музичній думці Оригінальний текст (англ.) [A Composer Who Established a New Style of Contemporary Music by His New Concept of "Chance Music" and Non-Western Musical Thought] Помилка: [undefined] Помилка: {{Lang}}: немає тексту (допомога): не вказано код мови (допомога) |
| 1993 |         | Вітольд Лютославський (1913—1994) | Польща  | Композитор, який відкрив нові можливості сучасного музичного вираження атональності та алеаторії під впливом східноєвропейської народної музики Оригінальний текст (англ.) [A Composer Who Opened New Possibilities of a Contemporary Musical Expression of Atonality and Aleatory Influenced by East European Folk Music] Помилка: [undefined] Помилка: {{Lang}}: немає тексту (допомога): не вказано код мови (допомога) |
| 1997 |         | Яніс Ксенакіс(\|1922–2001)        | Греція  | Композитор, який створив абсолютно нову музику, використовуючи комп'ютерний підхід, розглядаючи музику статистично як набір «звукових елементів» Оригінальний текст (англ.) [A Composer Who Created a Totally New Music Using Computer-Aided Approach by Viewing Music Statistically as a Set of "Sound Elements"] Помилка: [undefined] Помилка: {{Lang}}: немає тексту (допомога): не вказано код мови (допомога) |
| 2001 |         | Дьордь Лігеті (1923—2006)         | Австрія | Композитор із надзвичайною оригінальністю та твердою відданістю інноваціям, який продовжує кидати нові виклики Оригінальний текст (англ.) [A Composer with Superb Originality and Firm Commitment to Innovation who Continues to Present New Challenges] Помилка: [undefined] Помилка: {{Lang}}: немає тексту (допомога): не вказано код мови (допомога) |
| 2005 |         | Ніколаус Арнонкур (1929—2016)     | Австрія | Музикант виняткової креативності, який зробив внесок у створення історично обґрунтованого виконання європейської старовинної музики та який поширив свої принципи та інтерпретацію на сучасну музику Оригінальний текст (англ.) [A musician of exceptional creativity who has contributed to the establishment of the historically informed performance of European early music, and who has extended his principles and interpretation to modern music] Помилка: [undefined] Помилка: {{Lang}}: немає тексту (допомога): не вказано код мови (допомога) |
| 2009 |         | П'єр Булез (1925—2016)            | Франція | Музикант, який послідовно задає тенденції через свою композицію, диригування, написання та організаційну діяльність Оригінальний текст (англ.) [A Musician Who Has Consistently Set Trends through His Composition, Conducting, Writing, and Organizational Operation] Помилка: [undefined] Помилка: {{Lang}}: немає тексту (допомога): не вказано код мови (допомога) |
| 2013 |         | Сесіл Тейлор (1929—2018)          | США     | Джазовий музикант-новатор, який у повній мірі дослідив можливості фортепіанної імпровізації Оригінальний текст (англ.) [An Innovative Jazz Musician Who Has Fully Explored the Possibilities of Piano Improvisation] Помилка: [undefined] Помилка: {{Lang}}: немає тексту (допомога): не вказано код мови (допомога) |
| 2017 |         | Річард Тарускін (1947—2022)       | США     | Музикознавець і критик надзвичайної ерудиції, який змінив сучасні погляди на музику за допомогою історичних досліджень і есеїв, які кидають виклик традиційним критичним парадигмам Оригінальний текст (англ.) [A Musicologist and Critic of Prodigious Erudition Who Has Transformed Contemporary Perspectives on Music through Historical Research and Essays That Defy Conventional Critical Paradigms] Помилка: [undefined] Помилка: {{Lang}}: немає тексту (допомога): не вказано код мови (допомога)                                               |
| 2022 |         | Закір Хусейн (нар. 1951)          | Індія   | Інноваційний і креативний митець, який відкрив нові музичні можливості табли, традиційного індійського ударного інструменту Оригінальний текст (англ.) [A Highly Innovative and Creative Artist who Opened up the New Musical Possibilities of the Tabla, a Traditional Indian Percussion Instrument] Помилка: [undefined] Помилка: {{Lang}}: немає тексту (допомога): не вказано код мови (допомога) |

### Мистецтво
| Рік  | Лауреат | Лауреат                     | Країна | Підстава для нагородження |
| ---- | ------- | --------------------------- | ------ | --- |
| 1986 |         | Ісаму Ногучі (1904—1988)    | США    | Митець, який поєднав східні та західні традиції не лише в скульптурі, але й у широких сферах ландшафтної архітектури Оригінальний текст (англ.) [An Artist Who Fused Eastern and Western Tradition not only in Sculpture but also in Broad Areas of Physical Design] Помилка: [undefined] Помилка: {{Lang}}: немає тексту (допомога): не вказано код мови (допомога) |
| 1990 |         | Ренцо Піано (нар. 1937)     | Італія | Архітектор, який відкрив новий потенціал для архітектури, перенісши технологію у сферу образотворчого мистецтва Оригінальний текст (англ.) [An Architect Who Elicited a New Potentiality for Architecture by Lifting Technology to the Realm of Fine Art] Помилка: [undefined] Помилка: {{Lang}}: немає тексту (допомога): не вказано код мови (допомога) |
| 1995 |         | Рой Ліхтенштейн (1923—1997) | США    | Художник, чиї мотиви поп-арту постійно кидали виклик усталеним концепціям мистецтва. Його роль у сучасному суспільстві Оригінальний текст (англ.) [A Painter Whose Pop-Art Motifs Continuously Challenged Established Concepts of Art Its Role in Modern Society] Помилка: [undefined] Помилка: {{Lang}}: немає тексту (допомога): не вказано код мови (допомога) |
| 1998 |         | Нам Джун Пайк (1932—2006)   | США    | Митець, який започаткував сферу «медіа-мистецтва» своїм винахідливим використанням засобів масової інформації в сучасному мистецтві Оригінальний текст (англ.) [An Artist Who Launched the Field of "Media Art" With His Inventive Use of Image Media in Modern Art] Помилка: [undefined] Помилка: {{Lang}}: немає тексту (допомога): не вказано код мови (допомога) |
| 2002 |         | Тадао Андо (нар. 1941)      | Японія | Архітектор, який досліджував межі відносин людини з природою через свої оригінальні форми та конструкції Оригінальний текст (англ.) [An architect who explored the limits of humankind's relationship with nature through his original forms and structures] Помилка: [undefined] Помилка: {{Lang}}: немає тексту (допомога): не вказано код мови (допомога) |
| 2006 |         | Іссей Міяке (нар. 1938)     | Японія | Дизайнер, який зробив великий внесок в інноваційний розвиток одягу, поєднавши східну та західну культури та застосувавши передові технології Оригінальний текст (англ.) [A designer who has made great contribution to the innovative development of clothing by fusing Eastern and Western cultures and applying cutting edge technology] Помилка: [undefined] Помилка: {{Lang}}: немає тексту (допомога): не вказано код мови (допомога)                                                                                      |
| 2010 |         | Вільям Кентрідж (нар. 1955) | ПАР    | Художник, який створив оригінальне мистецтво, поєднавши традиційні малюнки з анімацією та іншими медіа Оригінальний текст (англ.) [An Artist Who Has Created an Original Art by Fusing Traditional Drawings with Animation and Other Media] Помилка: [undefined] Помилка: {{Lang}}: немає тексту (допомога): не вказано код мови (допомога) |
| 2014 |         | Фукуму Шімурі (нар. 1924)   | Японія | Митець, що у постійному прагненні до фундаментальної людської цінності гармонійного співіснування з природою через мистецьке створення кімоно Цумугі на основі народної мудрості Оригінальний текст (англ.) [An Artist in Constant Pursuit of the Fundamental Human Value of Harmonious Coexistence with Nature through the Artistic Creation of Tsumugi Kimono on the Basis of Folk Wisdom] Помилка: [undefined] Помилка: {{Lang}}: немає тексту (допомога): не вказано код мови (допомога)                                    |
| 2018 |         | Джоан Джонас (нар. 1936)    | США    | Художник, який започаткував нове художнє вираження шляхом інтеграції мистецтва перформансу та нових медіа, залишаючись на передовій лінії сучасного мистецтва протягом 50 років Оригінальний текст (англ.) [An Artist Who Pioneered New Artistic Expression by Integrating Performance Art and New Media, Remaining at the Forefront of Contemporary Art for 50 Years] Помилка: [undefined] Помилка: {{Lang}}: немає тексту (допомога): не вказано код мови (допомога)                                                          |
| 2023 |         | Наліні Малані (нар. 1946)   | Індія  | Митець із незахідного світу, який зіткнувся з труднощами пригноблених, піонером художнього вираження, що представляє голос безголосих, і зробив внесок у «децентралізацію» мистецтва Оригінальний текст (англ.) [An Artist from the Non-Western World Who Has Faced the Predicaments of the Oppressed, Pioneered Artistic Expression Representing the Voice of the Voiceless, and Contributed to the «Decentralization» of Art] Помилка: [undefined] Помилка: {{Lang}}: немає тексту (допомога): не вказано код мови (допомога) |

### Театр і кіно
| Рік  | Лауреат | Лауреат                       | Країна          | Підстава для нагородження |
| ---- | ------- | ----------------------------- | --------------- | --- |
| 1987 |         | Анджей Вайда (1926—2016)      | Польща          | Кінорежисер, який пильно стежив за бурхливою епохою Польщі XX-го століття та відобразив свободу, мужність і гідність людини Оригінальний текст (англ.) [A Film Director Who Kept a Firm Eye on the Tumultuous Era of Poland in the 20th Century and Has Depicted Liberty, Courage and Dignity of Human Beings] Помилка: [undefined] Помилка: {{Lang}}: немає тексту (допомога): не вказано код мови (допомога)                                                                           |
| 1991 |         | Пітер Брук (1925—2022)        | Велика Британія | Режисер-постановник, який вдихнув нове життя у класичні репертуари завдяки своїй інноваційній інтерпретації, яка поєднує основні вираження традицій Заходу та Сходу театру Оригінальний текст (англ.) [A Stage Director, Who Has Inspired New Anima to Classic Repertories through His Innovative Rendering Which Amalgamates Essential Expressions of West and East Theatre Traditions] Помилка: [undefined] Помилка: {{Lang}}: немає тексту (допомога): не вказано код мови (допомога) |
| 1994 |         | Акіра Куросава (1910—1998)    | Японія          | Кінорежисер, який супроводжував людство володіючи гострою проникливістю та з надзвичайно оригінальними образами Оригінальний текст (англ.) [A Film Director Who Has Pursued the Humanity with an Acute Insight and Highly Original Images] Помилка: [undefined] Помилка: {{Lang}}: немає тексту (допомога): не вказано код мови (допомога) |
| 1999 |         | Моріс Бежар (1927—2007)       | Франція         | Хореограф, який сприяв відновленню статусу танцю як образотворчого мистецтва завдяки його головним виставам, таким як «Sacre du Printemps» і «Bolero» Оригінальний текст (англ.) [A Choreographer Who Has Contributed the Dance to Regain Its Status as Fine Art through His Major Performances such as the "Sacre du Printemps" and the "Bolero"] Помилка: [undefined] Помилка: {{Lang}}: немає тексту (допомога): не вказано код мови (допомога)                                       |
| 2003 |         | Тамао Йошіда (1919–2006)      | Японія          | Найвидатніший майстер-лялькар у Бунраку, головному класичному виконавському мистецтві Японії Оригінальний текст (англ.) [The Foremost Master Puppeteer in Bunraku, a Major Classical Performance Art of Japan] Помилка: [undefined] Помилка: {{Lang}}: немає тексту (допомога): не вказано код мови (допомога) |
| 2007 |         | Піна Бауш (1940–2009)         | Німеччина       | Хореограф, який зруйнував границі між танцем і театром і започаткував новий напрямок театрального мистецтва Оригінальний текст (англ.) [A choreographer who has broken down the boundaries between dance and theater and pioneered a new direction for theatrical art] Помилка: [undefined] Помилка: {{Lang}}: немає тексту (допомога): не вказано код мови (допомога) |
| 2011 |         | Тасамбкро Бандо V (нар. 1950) | Японія          | Творець елегантної краси, чиє мистецтво з кабукі в основі перетинає багато жанрів виконавського мистецтва Оригінальний текст (англ.) [A Creator of Elegant Beauty Whose Artistry with Kabuki at Its Core Crosses Many Genres of Performing Arts] Помилка: [undefined] Помилка: {{Lang}}: немає тексту (допомога): не вказано код мови (допомога) |
| 2015 |         | Джон Ноймаєр (нар. 1942)      | США             | Хореограф, який розвинув балет XX-го століття на новий рівень і продовжує очолювати світову танцювальну сцену сьогодні Оригінальний текст (англ.) [A Choreographer Who Developed 20th Century Ballet to New Levels, and Continues to Lead the Global Dance Scene Today] Помилка: [undefined] Помилка: {{Lang}}: немає тексту (допомога): не вказано код мови (допомога) |
| 2019 |         | Аріана Мнушкіна (нар. 1939)   | Франція         | Режисерка, яка впроваджувала новаторські театральні вирази завдяки своїм оригінальним шедеврам протягом понад півстоліття Оригінальний текст (англ.) [A Stage Director Who Has Innovated Theatrical Expressions Through Her Original Masterpieces for Over Half a Century] Помилка: [undefined] Помилка: {{Lang}}: немає тексту (допомога): не вказано код мови (допомога) |
| 2024 |         | Вільям Форсайт (нар. 1949)    | США             | Хореограф, який відкрив новий горизонт сценічного мистецтва, радикально оновивши методику й естетику балету й танцю Оригінальний текст (англ.) [The Choreographer Who Opened a New Horizon of Performing Arts by Radically Renewing Methodologies and Aesthetics of Ballet and Dance] Помилка: [undefined] Помилка: {{Lang}}: немає тексту (допомога): не вказано код мови (допомога) |

### Думка і етика
| Рік  | Лауреат | Лауреат                             | Країна          | Підстава для нагородження |
| ---- | ------- | ----------------------------------- | --------------- | --- |
| 1988 |         | Пауль Тіме (1905–2001)              | Німеччина       | Один із найвидатніших індологів XX-го століття, який зробив значний внесок у розуміння індоарійської та давньоіндійської філософії завдяки детальним дослідженням Вед Оригінальний текст (англ.) [One of the Most Eminent Indologists of the 20th Century Who Made a Significant Contribution to the Comprehension of Indo-Aryan and the Ancient Indian Philosophy through His Detailed Studies of Vedic] Помилка: [undefined] Помилка: {{Lang}}: немає тексту (допомога): не вказано код мови (допомога)                                                                                                |
| 1992 |         | Карл Поппер (1902–1994)             | Велика Британія | Філософ, який зробив великий вплив на інтелектуальний світ природничих і соціальних наук за допомогою того, що він називає критерієм фальсифікації, і виступав за реалізацію відкритого суспільства на основі «критичного раціоналізму»Оригінальний текст (англ.) [A Philosopher Who Gave a Great Impact on the Intellectual World of Natural and Social Science by What He Calls Falsifiability Criterion and Advocated the Realization of Open Society Based on the "Critical Rationalism"] Помилка: [undefined] Помилка: {{Lang}}: немає тексту (допомога): не вказано код мови (допомога)            |
| 1996 |         | Віллард Ван Орман Квайн (1908–2000) | США             | Філософ, який зробив значний внесок у розвиток сучасної філософії, відмовившись від методу аналітико-синтетичного розрізнення та натуралізувавши епістемологію, засновану на цілісній і систематичній лінгвістичній структурі Оригінальний текст (англ.) [A Philosopher Who Made Significant Contribution to the Development of Contemporary Philosophy by Rejecting the Method of Analytic-Synthetic Distinction and Naturalizing Epistemology Based on a Holistic and Systematic Linguistic Framework] Помилка: [undefined] Помилка: {{Lang}}: немає тексту (допомога): не вказано код мови (допомога) |
| 2000 |         | Поль Рікер (1913–2005)              | Франція         | Вражаюча конструкція герменевтичної феноменології, яка охоплює нову концепцію етики Оригінальний текст (англ.) [An Imposing Construct of Hermeneutic Phenomenology that Embraces a New Concept of Ethics] Помилка: [undefined] Помилка: {{Lang}}: немає тексту (допомога): не вказано код мови (допомога) |
| 2004 |         | Юрґен Габермас (нар. 1929)          | Німеччина       | Досягнення соціальної філософії, зокрема створення теорії комунікативної дії та етики дискурсу та її застосування в практичній діяльності для громадсько орієнтованого ідеального суспільства Оригінальний текст (англ.) [Achievements in social philosophy, in particular establishment of the communicative action theory and discourse ethics, and its application in practical activities for a public-minded ideal society] Помилка: [undefined] Помилка: {{Lang}}: немає тексту (допомога): не вказано код мови (допомога)                                                                         |
| 2008 |         | Чарльз Марґрейв Тейлор (нар. 1931)  | Канада          | Побудова соціальної філософії для досягнення співіснування різноманітних культур Оригінальний текст (англ.) [Construction of a Social Philosophy to Pursue the Coexistence of Diverse Cultures] Помилка: [undefined] Помилка: {{Lang}}: немає тексту (допомога): не вказано код мови (допомога) |
| 2012 |         | Ґаятрі Чакраворті Співак нар. 1942  | Індія           | Критичний теоретик і педагог, який виступає від імені гуманітаріїв проти інтелектуального колоніалізму у відносинах в глобалізованому світі Оригінальний текст (англ.) [A Critical Theorist and Educator Speaking for the Humanities Against Intellectual Colonialism in Relation to the Globalized World] Помилка: [undefined] Помилка: {{Lang}}: немає тексту (допомога): не вказано код мови (допомога) |
| 2016 |         | Марта Нусбаум (нар. 1947)           | США             | Вчена-філософ, яка розробила нову теорію справедливості, що відстоює підхід, який ґрунтується на спроможностях Оригінальний текст (англ.) [A Philosopher Who Has Developed a New Theory of Justice Advocating the Capabilities Approach] Помилка: [undefined] Помилка: {{Lang}}: немає тексту (допомога): не вказано код мови (допомога) |
| 2021 |         | Бруно Латур (1947–2022)             | Франція         | Радикальний перегляд «сучасності» шляхом розробки філософії, яка фокусується на взаємодії між технонаукою та соціальною структурою Оригінальний текст (англ.) [Radically Re-examining “Modernity” by Developing a Philosophy that Focuses on Interactions Between Technoscience and Social Structure] Помилка: [undefined] Помилка: {{Lang}}: немає тексту (допомога): не вказано код мови (допомога) |